# Gypona flavolimbata
Gypona flavolimbata är en insektsart som beskrevs av Metcalf 1949. Gypona flavolimbata ingår i släktet Gypona och familjen dvärgstritar. Inga underarter finns listade i Catalogue of Life.